# Tampa Bay Rays
Tampa Bay Rays je poklicna bejzbolska ekipa iz St. Petersburga v Floridi. Trenutno je članica Vzhodne divizije Ameriške lige v Glavni bejzbolski ligi. Vse od ustanovitve moštva leta 1998 igra na stadionu Tropicana Field. Po tem, ko je v devetih od svojih prvih desetih sezon končala na zadnjem mestu divizije, so leta 2008 prvič zbrali več zmag kot porazov in osvojili naslov svoje divizije, v končnici pa prišli vse do Svetovne serije. Od leta 2007 naprej je ekipa štirikrat zapored zbrala več zmag kot porazov, dvakrat osvojila naslov Vzhodne divizije in trikrat nastopila v končnici.
Novembra leta 2007 je večinski lastnik Stuart Sternberg ekipo precej spremenil: preimenoval jo je iz Tampa Bay Devil Rays v »Tampa Bay Rays« (novo ime je opisal kot »svetilnik, ki odseva skozi skupnost Tampa Baya in celotno zvezno državo«, spremenil barve ekipe iz črne, zelene in modre v današnje mornarsko modro, kolumbijsko modro in zlato, ter simbol ekipe, hudičevega skata, zamenjal za sončni žarek. Stari simbol se je ohranil le še na rokavih dresov ekipe, ob zunanjem polju Tropicana Fielda pa je še vedno akvarij s skati.

## Proračun ekipe za plače igralcev
Masa plač seznama petindvajsetih mož ob Dnevih odprtja od leta 2000 naprej:
- 2012 : $63,627,200
- 2011 : $41,053,571
- 2010 : $72,847,133
- 2009 : $63,313,034
- 2008 : $43,745,597
- 2007 : $24,123,500
- 2006 : $35,417,967
- 2005 : $29,679,067
- 2004 : $29,556,667
- 2003 : $19,630,000
- 2002 : $34,380,000
- 2001 : $56,980,000
- 2000 : $64,400,000

## Nižje podružnice
| Stopnja         | Moštvo                                                         | Liga                                                       | Nahajališče                                  | Domači stadion                                   | Sodelovanje  |
| --------------- | -------------------------------------------------------------- | ---------------------------------------------------------- | -------------------------------------------- | ------------------------------------------------ | ------------ |
| AAA             | Durham Bulls                                                   | International League                                       | Durham, NC                                   | Durham Bulls Athletic Park                       | 1998 – danes |
| AA              | Montgomery Biscuits                                            | Southern League                                            | Montgomery, AL                               | Montgomery Riverwalk Stadium                     | 2004 – danes |
| AA              | Orlando Rays                                                   | Southern League                                            | Kissimmee, FL (2000–2003) Orlando, FL (1999) | Champion Stadium (2000-2003) Tinker Field (1999) | 1999 – 2003  |
| Advanced A      | Charlotte Stone Crabs                                          | Florida State League                                       | Port Charlotte, FL                           | Charlotte Sports Park                            | 2009 – danes |
| Advanced A      | Vero Beach Devil Rays                                          | Florida State League                                       | Vero Beach, FL                               | Holman Stadium                                   | 2007 – 2008  |
| Advanced A      | Visalia Oaks                                                   | California League                                          | Visalia, CA                                  | Recreation Park                                  | 2005 – 2006  |
| Advanced A      | Bakersfield Blaze                                              | California League                                          | Bakersfield, CA                              | Sam Lynn Ballpark                                | 2001 – 2004  |
| Advanced A      | St. Petersburg Devil Rays                                      | Florida State League                                       | St. Petersburg, FL                           | Al Lang Field                                    | 1997 – 2000  |
| A               | Bowling Green Hot Rods                                         | Midwest League (2010 – danes) South Atlantic League (2009) | Bowling Green, KY                            | Bowling Green Ballpark                           | 2009 – danes |
| A               | Columbus Catfish                                               | South Atlantic League                                      | Columbus, GA                                 | Golden Park                                      | 2007 – 2008  |
| A               | Southwest Michigan Devil Rays                                  | Midwest League                                             | Battle Creek, MI                             | C. O. Brown Stadium                              | 2005 – 2006  |
| A               | Charleston RiverDogs                                           | South Atlantic League                                      | Charleston, SC                               | Joseph P. Riley, Jr. Park                        | 1997 – 2004  |
| Short Season A  | Hudson Valley Renegades                                        | New York-Penn League                                       | Fishkill, NY                                 | Dutchess Stadium                                 | 1996 – danes |
| Advanced Rookie | Princeton Rays (2009 – danes) Princeton Devil Rays (1997–2008) | Appalachian League                                         | Princeton, WV                                | H. P. Hunnicutt Field                            | 1997 – danes |
| Advanced Rookie | Butte Copper Kings                                             | Pioneer League                                             | Butte, MT                                    | Alumni Coliseum                                  | 1996         |
| Rookie          | GCL Rays                                                       | Gulf Coast League                                          | Port Charlotte, FL                           |                                                  | 2009 – danes |
| Rookie          | VSL Rays                                                       | Venezuelan Summer League                                   | Venezuela                                    |                                                  | 2008 – danes |
| Rookie          | DSL Rays                                                       | Dominican Summer League                                    | Boca Chica, Santo Domingo, DR                |                                                  | 2008 – danes |

Z ekipami v okrepljenem tisku klub še vedno sodeluje.

## Upokojene številke
Klub je do sedaj upokojil dve številki, ki sta prikazani na majhnem zidu ob levi strani elektronskega prikazovalnika rezultata za zidom ob sredini zunanjega polja:
| Wade Boggs 3B: 1998–99 Upokojena leta 2001 | Jackie Robinson Upokojena s strani lige MLB Upokojena leta 1997 |

Številka Jackieja Robinsona je upokojena širom Glavne bejzbolske lige.